# Pierre Dorange
Pour les articles homonymes, voir Dorange.
Jacques Nicolas Pierre Dorange, né à Marseille le 9 juin 1786 et mort le 9 février 1811 à Paris, est un poète troubadour français.

## Biographie
Son Bouquet lyrique est composé de trois odes sur les victoires des armées françaises en Allemagne. En 1810, il traduit en vers français les Bucoliques de Virgile. 
Les encyclopédistes Louis Charles Dezobry et Théodore Bachelet écrivent à son sujet : « Dorange annonçait un vrai talent, que la mort a empêché de se développer ».
Ses poésies ont été regroupées en 1 volume en 1812 qui comprend aussi des fragments de traductions en vers des Géorgiques, de l' Énéide et de La Jérusalem délivrée.

## Œuvres
- Bouquet lyrique, 1809
- Poésies, 1812